# Raffaele Porrani
Raffaele Porrani (Nereto, 19 marzo 1918 – Kalavryta, 18 luglio 1943) è stato un carabiniere italiano, insignito di medaglia d'oro al valor militare alla memoria. Ferito durante l'occupazione della Grecia, venne fucilato dai ribelli nel luglio del 1943. Il Carabiniere Porrani nacque a Nereto (TE) da Alfonso e Colomba Paolini, contadini, il 19 marzo 1918, secondo di sette figli. In gioventù esercitò egli stesso il lavoro di contadino e, nonostante la durezza della vita nei campi, riuscì a conseguire la licenza elementare. Il 18 gennaio 1939 si arruolò nella Scuola Allievi di Roma ed il 31 luglio successivo, promosso Carabiniere, fu destinato alla Legione di Firenze. Allo scoppio della guerra, venne aggregato per mobilitazione alla Legione di Genova ed assegnato al II Battaglione mobilitato, con il quale il 5 dicembre 1940 partì per l’Albania, ove prese parte ai combattimenti sul fronte greco. Alla conclusione della Campagna, nell’aprile 1941, entrò col suo reparto in Grecia e, trattenuto alle armi, partecipò alle operazioni di controguerriglia contro formazioni ribelli nel territorio occupato. Morì a soli venticinque anni.

## Riconoscimenti
Alla sua memoria sono intitolate le Caserme sedi del Comando Provinciale Carabinieri di Teramo, della Compagnia Carabinieri di Giulianova (TE), della Stazione Carabinieri di Nereto (TE).
Al Car. Porrani è intitolato anche il 147º corso allievi carabinieri ausiliari di Torino (1989)